# Квебекский блок
Квебе́кский блок (фр. Bloc québécois, англ. Quebec Bloc) — канадская федеральная политическая партия, созданная для защиты интересов провинции Квебек в Канадской Палате общин и выступающая за суверенитет Квебека. Миссия Квебекского блока состоит во введении условий, необходимых для независимости Квебека.
Квебекский блок работает в тесном сотрудничестве с суверенистской Квебекской партией на провинциальном уровне. Члены Квебекского блока и сочувствующие ему обычно именуются «блокистами». «Слева» Квебекский блок и Квебекскую партию критикует «Солидарный Квебек» — широкая социалистическая партия, также выступающая за самоопределение провинции.
Учитывая суть политической партии, кандидаты от Квебекского блока выдвигаются исключительно в квебекских федеральных округах, так как целью Блока является защита квебекских интересов. Блок является также единственной федеральной политической партией, представленной в Палате общин Канады, которая действует лишь в одной провинции. Это также единственная из основных политических партий, которая математически не может образовать правительство большинства и не намерена добиваться этого.
За время своего существования с 1993 до 2011 Квебекский блок всегда получал большинство из 75 квебекских кресел. Однако на выборах 2011 года он получил лишь четыре кресла, после чего его глава Жиль Дюсеп ушёл в отставку. После этих выборов Квебекский блок потерял статус официальной партии в Палате общин, который гарантировал ему бюджет на исследования и минимальное право на выступление.

## История

### Предшественники
Замысел квебекской националистической партии с кандидатами, выдвигаемыми на выборы в Палату общин, возник задолго до создания Квебекского блока. Выражение «Квебекский блок» появилось в 1926 в иллюстрированном журнале Аксьон франсез, в одной из статей которого излагались просьбы создать Квебекскую партию для защиты интересов квебекцев в Оттаве.
С марта по май 1941 иллюстрированный журнал Аксьон насьональ возобновил свою просьбу о партии такого рода, особенно для противодействия призыву 1944. В октябре 1941 с точно такими целями был создан Канадский народный блок.
Подобное требование в Аксьон насьональ появляется в сентябре 1971, на этот раз для противодействия федерализму премьер-министра Пьера Эллиота Трюдо. Через год после Октябрьского кризиса появилось желание выразить неудовлетворённость демократических путём: «Настало время игры по-взрослому; необходимо, чтобы это было включено в парламентский план во избежание других видов насилия…».
Сбор общественников под руководством Реаля Кауэта был квебекским крылом Партии социального кредита Канады, отделившимся от остальной партии и добившимся значительного успеха в сельских областях в 1960-е годы. Квебекские кредитисты затмили остаток Партии социального кредита Канады; даже после воссоединения партии со своим квебекским крылом в 1971 её кандидатам в остальной Канаде не удалось стать депутатами. Даже притом, что до этого партия считалась скорее правой и консервативной, в отличие от социал-демократического подхода Квебекского блока, и что Реаль Кауэт был решительным федералистом, в отличие от лидеров Блока, на протяжении десятилетий партия была основным средством выражения недовольства и национализма квебекцев.
Народный союз был второстепенной политической партией, пытавшейся вырасти на основе успеха Квебекской партии на провинциальном уровне, выдвигая сепаратистских кандидатов на федеральные выборы 1979 и 1980. Однако Квебекская партия отвергла всякое участие в федеральных выборах и не предложила партии никакой помощи, и та ограничилась лишь незначительным успехом.
Националистическая партия Квебека была основана в 1980-е годы как альтернатива федералистским партиям (противодействовавшим независимости Квебека) и может рассматриваться как скромная предшественница Блока.
Наконец, партия «Носорог», основанная в 1968 доктором Жаком Ферроном, известным в Квебеке писателем, получила много голосов людей, не одобряющих федералистских политиков. Однако Жак Феррон, поэт Гастон Мирон и певец Мишель Ривар в своём графстве Мон-Руаяль противостояли премьер-министру Пьеру Эллиоту Трюдо без особого успеха ввиду значительного политического веса и сильного влияния Трюдо.
В 1970-е годы бывший пекистский кандидат Ги Бертран решил создать федеральную политическую партию в пользу независимости Квебека — Квебекский блок. Основатель и глава Квебекской партии Рене Левек отметил в своей автобиографии, что он был против этих намерений, считая то время неблагоприятным.
После нескольких десятилетий размышлений и неудачных попыток основать сепаратистскую партию на федеральном уровне в 1990-е годы сепаратистские кандидаты были впервые избраны депутатами.

### Создание
Во время своего основания в 1991 Квебекский блок являлся неформальным объединением квебекских членов Прогрессивно-консервативной партии Канады (ПКП) и Либеральной партии Канады, покинувших свои партии из-за вопроса о Мич-Лейкском соглашении. Существование партии предполагалось лишь временным, а целью её было продвижение самостоятельности на федеральном уровне. Партия должна была быть распущена после победы на референдуме по самостоятельности. Сегодня Либеральной партией Канады используется выражение «temporary ad hoc rainbow coalition» при упоминании группы депутатов, основавших Квебекский блок. Это, в основном, связано с Жаном Лапьером, некогда членом этой группы, впоследствии отказавшимся от сепаратизма и присоединившимся к либералам под покровительство Пола Мартина.
Первоначальное объединение привело к созданию Блока под руководством Люсьена Бушара, служившего министром окружающей среды до своего увольнения тогдашним премьер-министром Брайаном Малруни. Объединение было создано при участии либералов Жиля Рошло и Жана Лапьера и консерваторов Ника Леблана, Луи Пламондона, Бенуа Трамбле, Жильбера Шартрана и Франсуа Жерена. Первым избранным блокистским кандидатом был Жиль Дюсеп в округе Лорье — Сент-Мари во время частичных выборов 13 августа 1990.

### Официальная оппозиция
Во время федеральных выборов 1993 Блок получил 54 места в Квебеке. Поскольку сторонники политических сил, находившихся в оппозиции в остальной Канаде, были разделены между Реформистской, Прогрессивно-консервативной и Новой демократической партиями, Блок получил вполне достаточно мест, чтобы стать второй по числу мест партией в Палате общин, став, таким образом, официальной оппозицией. Избрание такого большого числа блокистов представляло собой первым из трёх пунктов плана, который, как считалось, приведёт к независимости Квебека. Этот план был подготовлен Жаком Паризо, который должен был стать премьер-министром Квебека на квебекских выборах 1994.

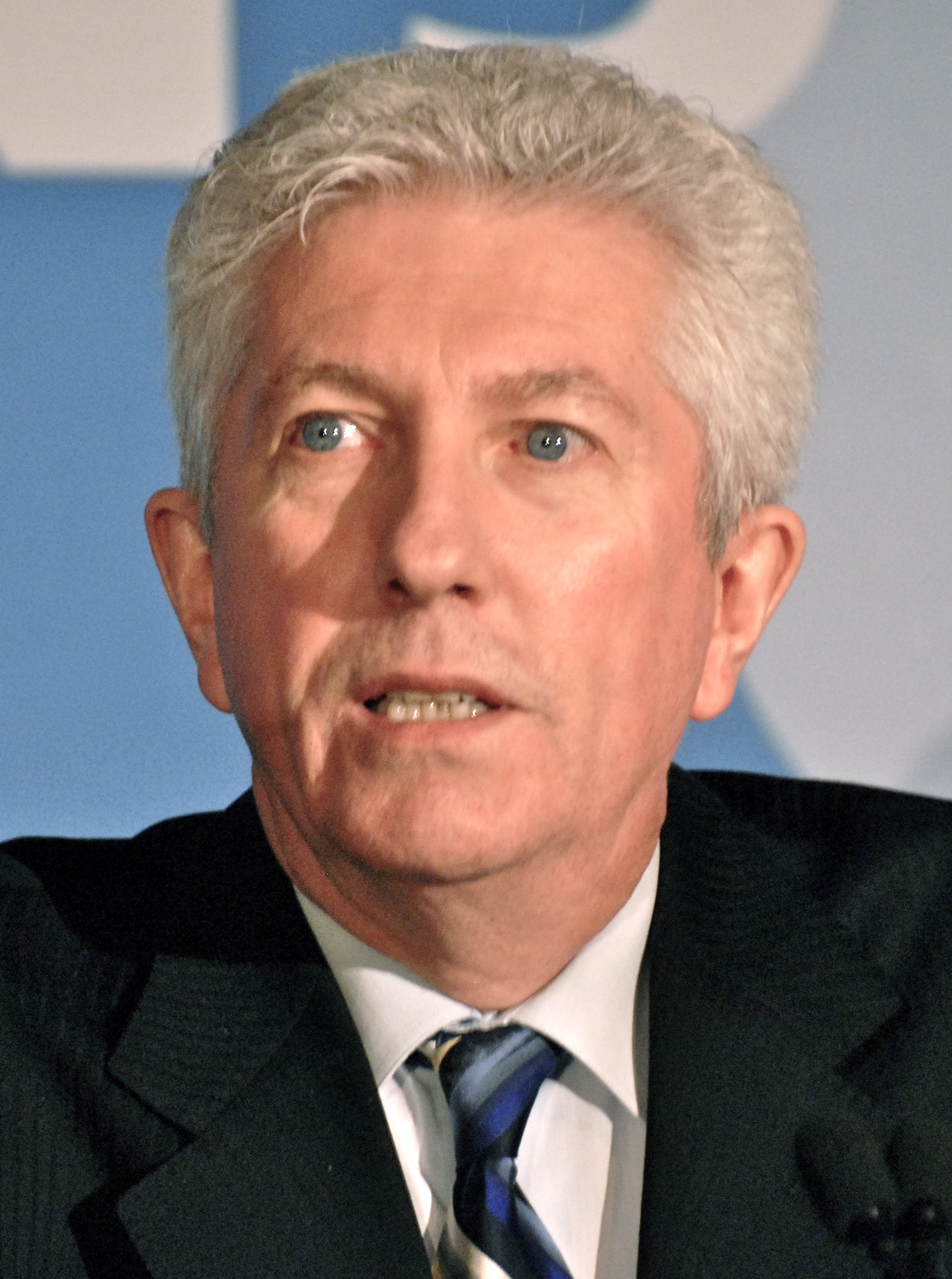
Жиль Дюсеп, 2011 г.

После референдума 1995 в Квебеке глава Квебекского блока Люсьен Бушар уходит из партии, чтобы сменить Жака Паризо во главе Квебекской партии и на посту премьер-министра Квебека. Руководство Квебекским блоком передаётся Мишелю Готье. Однако его правление продлилось недолго. После провала референдума 1995 Готье остался неспособен поддерживать единство фракции блокистских депутатов и через год ушёл в отставку с руководящей должности Квебекского блока.
В 1997 его сменил Жиль Дюсеп, который руководил партией до мая 2011 года.

### Спад
На выборах 1997 Квебекский блок потерял звание официальной оппозиции в пользу Реформистской партии, так как занял лишь 44 кресла. 1997—2000 годы были отмечены борьбой Блока против закона о чёткости референдума — попытки премьер-министра Жана Кретьена и квебекского министра в его кабинете Стефана Диона обеспечить невозможность для какой-либо провинции односторонне добиться самостоятельности.
На выборах 2000 Блок занял 38 мест, хотя и получил больше голосов, чем на предыдущих выборах. При этом в Квебеке Блок получил большинство кресел. Тем не менее, Либеральной партии Канады удалось занять много мест на частичных выборах, что позволило им получить большинство мест от Квебека впервые с 1982 года — времени проведения односторонней репатриации Конституции либералами. После этого Блок продолжил разоблачать вмешательство федерального правительства в исключительную юрисдикцию провинций.

### Скандал финансирования
В 2003, после победы Жана Шаре во главе Либеральной партии Квебека на квебекских всеобщих выборах 2003 во многих опросах общественного мнения в Квебеке продолжил отмечаться спад Блока. Но зимой 2003 положение изменилось, когда правительство Шаре стало очень непопулярным в Квебеке, что вновь «повысило температуру» сепаратизма (49 % благосклонных ответов в марте). Это было на пользу Квебекскому блоку. В феврале 2004 начался новый подъём популярности Блока, когда генеральным контролёром Канады Шейлой Фрейзер был раскрыт скандал финансирования, который со всей силы ударил по либеральному правительству.
В мае 2005 Квебекский блок объединился с другими оппозиционными партиями (Консервативной и Новой демократической партиями), чтобы устранить правящее меньшинство Пола Мартина. Однако после ряда парламентских процедур вотум доверия окончился неудачно для его инициаторов. Правительство оставалось у власти ещё несколько месяцев благодаря поддержке Новой демократической партии. Эта поддержка продлилась до осени 2005, а в декабре того года правительство было распущено.

### При консервативном правительстве
При консервативном правительстве меньшинства Стивена Харпера с 2006 по 2011 Квебекский блок изменил свою миссию; из партии, стремящейся к независимости Квебека, он превратился скорее в защитника интересов Квебека в федеральном парламенте. Он неоднократно поддерживал правительство в обмен на уступки. Он также давал консерваторам голоса, необходимые для принятия предложенных ими бюджетов с 2006 по 2011.
11 мая 2007Жиль Дюсеп объявил о своём намерении сменить Андре Буаклера во главе Квебекской партии. Но вскоре он пересмотрел свои планы, поняв, насколько мало поддержки он имеет в этой партии.
С 2006 по 2011 Квебекский блок, вместе с другими оппозиционными партиями, имел перед правительством меньшинства численное преимущество в Палате общин. Этот расклад сил сохранялся до избрания консервативного правительства большинства на выборах 2011.

### Идеология
Квебекский блок был создан в начале 1990-х, чтобы подготовить момент наделения Квебека независимостью после референдума 1995 года. Это определённо сепаратистская партия с 2000-х годов всё больше стала позиционировать себя как защитница всех квебекцев на федеральном уровне без какой-либо особой идеологии. Но при Жиле Дюсепе Квебекский блок всё-таки отмечался вполне социал-демократическими заявлениями. Явно не называя себя левой партией, он всё же продвигает прогрессивные квебекские ценности.
Блок поддерживает Киотский протокол, однополый брак, декриминализацию марихуаны и выступает против финансирования американской противоракетной защиты. Блок поддержал канадское участие во вторжении в Афганистан в 2001, но был против вторжения в Ирак в 2003, ссылаясь на то, что оно проводилось без содействия ООН или НАТО. В 2006 Блок проголосовал в Парламенте против продления задания канадских солдат в Афганистане до 2009, но консервативное правительство Стивена Харпера предоставило лишь несколько часов на обсуждение этого вопроса.
В январе 2007 в длинной речи перед ЦМИОМУ в Монреале Жиль Дюсеп устранил всю двусмысленность в поддержке Квебекским блоком войны в Афганистане (см. Доклад Жиля Дюсепа перед ЦМИОМУ: Афганистан не должен стать вторым Ираком). Он неоднократно повторял, что «Квебекский блок поддерживал это международное вмешательство с самого начала и продолжает его поддерживать» (стр. 2), и подытожил свою речь заявлением о том, что «международное вмешательство в Афганистан является благородным делом» (стр. 15).
Участие Жиля Дюсепа в шествии в поддержку мира в Ливане вызвало дискуссии из-за наличия в толпе демонстрантов, размахивавших флагами партии «Хизбаллах» и скандировавших её лозунги, хотя официально она считалась террористической организацией. Хроникёр Нэшнл пост Барбара Кей выпустила работу, названную The Rise of Quebecistan (Подъём Квебекистана), в которой она обвинила квебекских сепаратистов и их политических представителей в антисемитизме. Однако в шествии участвовали и федералистские политики, в том числе Дени Кодер от Либеральной партии. Израильский посол в Канаде Алан Бейкер обвинил Жиля Дюсепа в «нанесении невозместимого ущерба Израилю» участием в этой демонстрации.

## Выборы

### Выборы 2004
На выборах 2004 Блок использовал лозунг «Партия для Квебека». Блок обеспечил себе 54 места в Палате общин, повторив свой предыдущий рекорд кампании 1993.

### Выборы 2006
Блокисты приняли для кампании лозунг: «К счастью, здесь есть Блок». Начало кампании было исключительно за Жилем Дюсепом. Его можно было видеть на всех трибунах (напр. Все об этом говорят) и на всех народных собраниях. Опросы предсказывали ему победу почти повсюду в Квебеке и позволяли ему надеяться (на всеобщих выборах) даже на долю в 50 % + 1 квебекский голос.
Тем не менее, Жиль Дюсеп плохо выглядел на первых прениях глав (на французском) в середине декабря. Правила прений этой кампании запрещали главам партий перебивать друг друга. А на вторых прениях глав на английском Жиль Дюсеп сумел набрать очки даже в английской Канаде. Некоторые англоязычные канадцы из-за пределов Квебека, привлечённые главой Квебекского блока, признали, что охотно проголосовали бы за Блок, если бы партия отказалась от борьбы за самостоятельность.
В начале января разразилось два либеральных скандала. 28 декабря 2005 министр финансов Ральф Гудэйл был допрошен КККП вследствие утверждений о правонарушении при использовании служебного положения. Гудейл впоследствии был оправдан. Второй скандал коснулся печатной группы Option Canada, действовавшей с нарушениями квебекских законов во время референдума 1995 по самостоятельности. Жиль Дюсеп не преминул воспользоваться этими двумя событиями во время вторых прений.
Под конец кампании опросы высказывали возможность для консерваторов образовать правящее большинство и даже занять несколько мест в Квебеке.
Федеральные же партии постоянно поднимали вопрос о законности деятельности Блока на федеральном уровне.
Итог кампании 2006 оказался для Блока хуже, чем ожидалось. Несмотря на несколько исторических прорывов в обороне противника на Монреальском острове, где Блок завладел, в частности, двумя либеральными графствами Пьера Петтигрю (Папино) и Лизы Фруллы (Жанна-Лебер), восемь округов отошло к Консервативной партии Стивена Харпера в области Квебека и в Сагенее. Народная поддержка Блока в Квебеке снизилась с 48,8 % до 42,1 %.

### Выборы 2011
В 2011 Квебекский блок проголосовал за то, что имело место нарушение процедуры со стороны консервативного правительства Стивена Харпера, вследствие чего на 2 мая 2011 года были назначены новые выборы, на которых Квебекский блок получил худшие результаты за всю свою историю. Было избрано лишь четыре депутата, а большинство действующих депутатов проиграли Новой демократической партии (НДП). Глава Жиль Дюсеп проиграл в своём собственном округе Лорье — Сент-Мари и вечером после выборов объявил о своей отставке. На период до конца года его сменила этническая гаитянка Вивиан Барбо, известная как деятель профсоюзного и феминистского движения.

### Результаты выборов

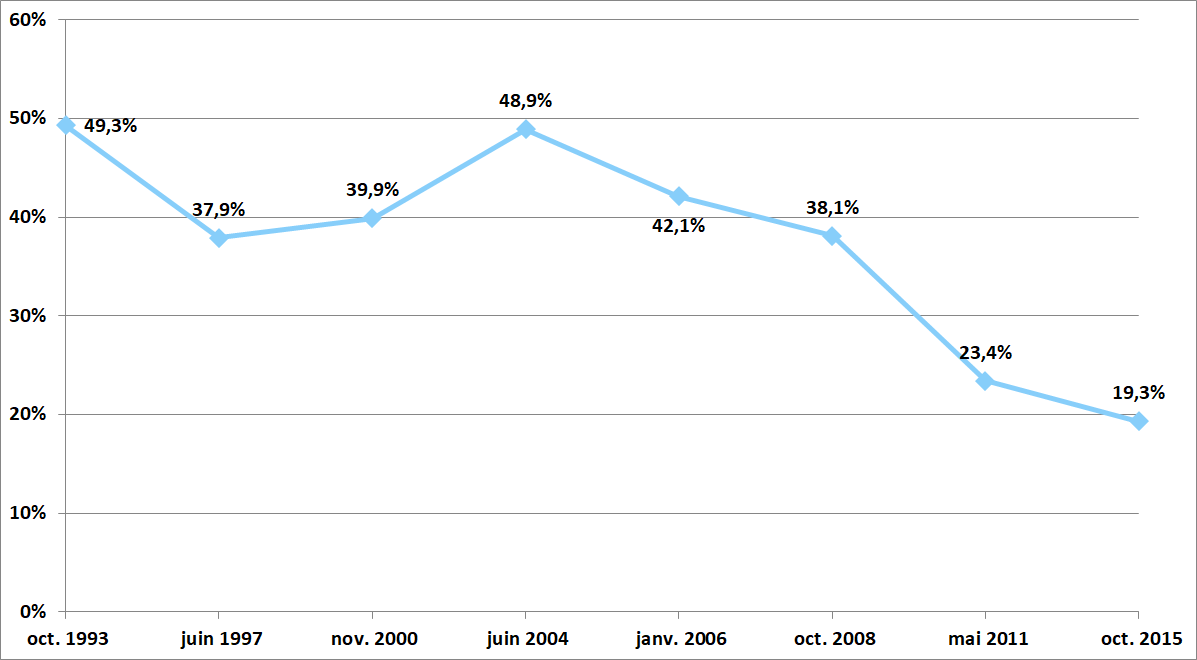
Изменение числа всех голосов, полученных Блоком на всеобщих выборах с 1993 года

| Выборы                                                                       | Кресла                    | Кресла          | Голоса    | Голоса  |
| Выборы                                                                       | Кандидаты / Округов всего | Кресел получено | Число     | Процент |
| ---------------------------------------------------------------------------- | ------------------------- | --------------- | --------- | ------- |
| Октябрь 1993                                                                 | 75 / 295                  | 54              | 1 846 024 | 13,52 % |
| Июнь 1997                                                                    | 75 / 301                  | 44              | 1 093 748 | 10,67 % |
| Ноябрь 2000                                                                  | 75 / 301                  | 38              | 1 377 727 | 10,72 % |
| Июнь 2004                                                                    | 75 / 308                  | 54              | 1 672 874 | 12,40 % |
| Январь 2006                                                                  | 75 / 308                  | 51              | 1 553 201 | 10,50 % |
| Октябрь 2008                                                                 | 75 / 308                  | 49              | 1 379 565 | 9,98 %  |
| Май 2011                                                                     | 75 / 308                  | 4               | 889 788   | 6,0 %   |
| Источник: Выборы Канады Архивная копия от 13 октября 2008 на Wayback Machine |                           |                 |           |         |

## Депутаты Блока
После федеральных выборов 2011 Квебекский блок имеет в Палате общин Канады четырёх депутатов:
- Андре Беллаванс (Ричмонд — Артабаска)
- Мария Мурани (Эхантсик)
- Луи Пламондон (Нижний Ришельё — Николе — Беканкур)
- Жан-Франсуа Фортен (Верхняя Гаспези — Ла-Митис — Матан — Матапедия)

## Главы и председатели
С 22 октября 2015 года лидером партии является Реаль Фортен. Председатель с 25 июня 2014 - 11 декабря 2011 обязанности главы исполняет Даниель Пайе.
| Имя            | Глава и председатель              | Лидер официальной оппозиции |
| -------------- | --------------------------------- | --------------------------- |
| Люсьен Бушар   | 25 июля 1990 — 15 января 1996     | 1993—1996                   |
| Мишель Готье   | 17 февраля 1996 — 14 марта 1997   | 1996—1997                   |
| Жиль Дюсеп*    | 15 марта 1997 — 2 мая 2011        | 1997                        |
| Вивиан Барбо   | 2 мая 2011 — 11 декабря 2011      | 2011                        |
| Даниель Пайе   | 11 декабря 2011 — 16 декабря 2013 | —                           |
| Mario Beaulieu | 25 июня 2014 — ...                | —                           |
| Реаль Фортен   | —                                 | 22 октября 2015 — ...       |

* Жиль Дюсеп исполнял обязанности главы после Люсьена Бушара и перед Мишелем Готье с 16 января по 16 февраля 1996.

## Форум молодёжи Квебекского блока
В Квебекском блоке организовано молодёжное подразделение Форум молодёжи Квебекского блока, в котором представлены члены от 16 до 30 лет.